# Tonantzintla
Tonantzintla es una localidad del municipio de San Andrés Cholula en el estado de Puebla, México. Su nombre oficial es Santa María Tonantzintla.
Luis Enrique Erro fundó el Observatorio Astrofísico Nacional de Tonantzintla (OANTON), en el cerro que se encuentra en este pueblo, el cual fue inaugurado el 17 de febrero de 1942. Este observatorio llegó a ser uno de los más importantes a nivel mundial, donde se hicieron catálogos de objetos azules, y el descubrimiento de los objetos Herbig-Haro. 

## Toponimia
El nombre de Tonantzintla viene de las palabras en náhuatl to, que significan "nuestro" o "nuestra", nan que significa "madre", el sufijo tzin denota nobleza, lo que nantzin viene a significar "señora madre", y tla, que significa "lugar de". Por lo tanto, Tonantzintla significa en conjunto "Lugar de nuestra Madre Venerable". En la cultura mexica Tonantzin era una diosa identificada con la Tierra, cuyo nombre significa literalmente "Nuestra Madre". A la llegada de los españoles se le añadió el nombre de "Santa María", en honor a la Virgen María.

## Localización
El pueblo de Santa María Tonantzintla se encuentra ubicado a aproximadamente 10 km al suroeste de la Ciudad de Puebla, y a 4 km al sur del centro de San Pedro Cholula. Se localiza en la parte poniente del municipio, al sur y al poniente de San Rafael Comac, al oriente  de San Luis Tehuiloyocan y al norte de San Francisco Acatepec. Santa María Tonantzintla constituye una junta auxiliar de San Andrés Cholula.

## Vías de comunicación
Tonantzintla es atravesada por un camino vecinal que conecta a San Pedro Cholula con San Francisco Acatepec en su entronque con la carretera federal a Atlixco. Además existe una terracería que conecta al pueblo con San Luis Tehuiloyocan y otra que lo conecta con Chipilo.

## Barrios
Existen en Tonantzintla tres barrios. Los barrios son los de San Miguel, San Diego, San Pedro. Cada uno de los barrios posee una capilla dedicada al mismo santo del cual recibe nombre el barrio. Existe además una capilla dedicada a San José y una capilla dedicada San Isidro Labrador, dándole el nombre al cerrito como colonia de San Isidro.
Tonanzintla se ubica en el kilómetro 11 sobre carretera federal Atlixco-Puebla. Cada año se realiza el viacrucis de Jueves Santo, en donde participa la comunidad para la representación del calvario. Cuenta con dos escuelas primaria, dos jardín de niños, una telesecundaria y un bachillerato. Aproximadamente hay 1400 habitantes. de los cuales la mayoría se dedican a la ganadería y la elaboraciòn de productos lácteos tales como:crema, quesillo, yogur, panela, botanero, requesón, molido, etc., cada año se realiza la feria del queso y la expo ganadera.

## Costumbres y cultura
La fiesta principal del pueblo se celebra el 15 de agosto, día en que celebra la Asunción de María. En esa fecha, dentro de la Iglesia se elabora una alfombra con arena de colores, en la cual se representan alabanzas a la Virgen María en su camino al Cielo. Como alternativo de las festividades religiosas, se suele llevar a cabo la Feria del Queso. En Semana Santa, el templo suele ser modificado internamente, se retiran bancas, se colocan 12 columnas de ocote adornadas con palma, el interior del templo se vuelve un lugar de representación con los 12 apóstoles, la Virgen María y además se colocan gallos que anuncian la crucifixión. Además, en los alrededores del pueblo se suele hacer una representación de la Pasión de Cristo, pero sin llegar a la Crucifixión. El 15 y 16 de septiembre se celebran las fiestas patrias. El día importante para la comunidad es el 15 de agosto, en esa ocasión se coloca una feria donde se comercializan productos típicos del lugar como los famosos tamales de pinole, y en cada casa se ofrece a las visitas el famoso mole poblano, elaborado a la manera original.

## La iglesia de Tonantzintla
Es el templo principal del pueblo, visitado anualmente por miles de turistas mexicanos y extranjeros. Su construcción se inició en el siglo XVI. Para finales del siglo XVII contaba ya con crucero, cúpula, sacristía y altar mayor, y fue precisamente por esas fechas que se iniciaron las labores decorativas con estuco. Se considera cuatro etapas en la construcción del templo que abarca del siglo XVI al XIX.

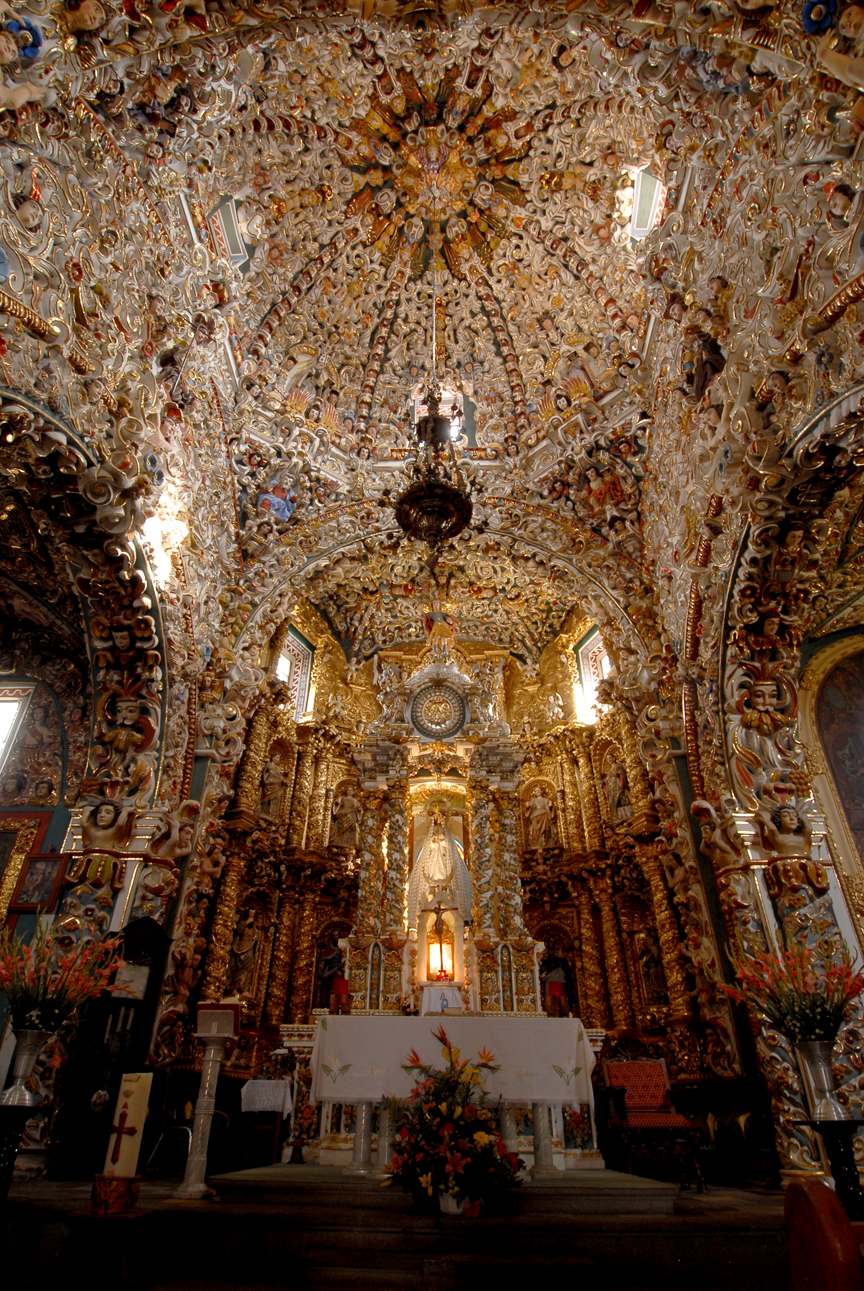
Ornamentación Barroca

La arquitectura desplegada en el interior de la iglesia de Tonantzintla, considerado como uno de los templos más singulares del mundo cristiano, permitió la afortunada conjunción de dos cosmovisiones: la judeocristiana y la mesoamericana.
El proceso de edificación fue largo, comenzó en algún momento del siglo XVI y se prolongó hasta el siglo XX.
La primera etapa de construcción se inició del siglo XVI, con un pequeño santuario cuyos vestigios se localizan hacia el norte de la Iglesia esta etapa llegaría hasta mediados del siglo XVI, cuando se habría edificado la estructura arquitectónica que sería la base del templo actual que constaba de una nave sin crucero y una fachada muy sencilla, hoy destruida.
En la segunda etapa de construcción a finales del siglo XVII y comienzos del XVIII , fueron construidas la torre, la cúpula, el crucero y una pequeña sacristía, también se realizaron labores de estuco del ábside del crucero del retablo principal.
La tercera etapa y la más importante comprende la mayor parte del siglo XVIII se completa el edificio tal y como lo conocemos en la actualidad además se amplía la nave ocasionando que la torre quedara dentro de la nave, esto trajo como consecuencia la construcción de una nueva fachada.
En la cuarta y última etapa comprende los siglos XIX, en donde se realizaron los detalles finales. Como la bóveda que cubre el coro. 
El decorado del interior del templo corresponde al estilo barroco indígena o barroco novohispano, consistente de una exuberante decoración con motivos indígenas, tales como ángeles con penachos de plumas, con guirnaldas de flores, con atuendos de caballero águila y con rasgos indígenas, frutas y plantas.   
La fascinante decoración se realizó, en su mayor parte, durante el siglo XVIII, cuando la comunidad campesina se sintió motivada y con recursos suficientes para emprender la obra. Ornamentación que evoca la presencia cultural mesoamericana, un pasado que ya no es visible, sino sólo imaginable.
En esta iglesia contrajo matrimonio el expresidente Guadalupe Victoria con la señorita Doña María Antonia Bretón y Velázquez en 1841.
El templo recibe visitantes diariamente de las 9 a las 18 horas, siendo este un horario corrido.

## Educación y ciencia

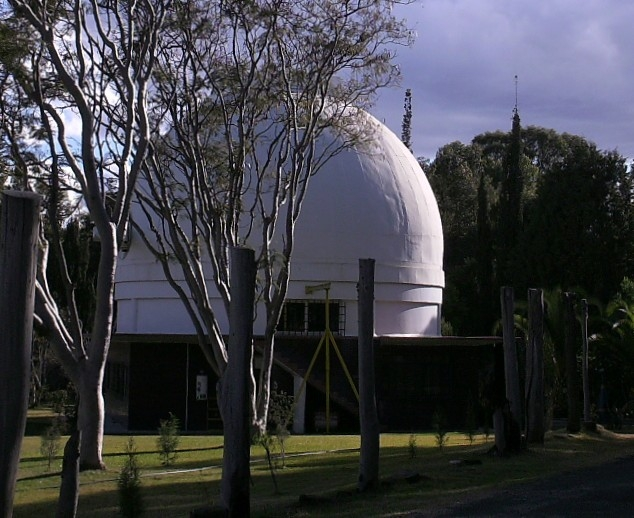
Telescopio de 1 m en el Observatorio Astronómico de Tonantzintla, perteneciente al Instituto de Astronomía de la UNAM.

En Tonantzintla existe una escuela primaria, una telesecundaria, una preparatoria y el Instituto Nacional de Astrofísica, Óptica y Electrónica (INAOE).
Posteriormente, en 1971 se creó el INAOE y se dividió en dos el terreno que ocupaba el observatorio; la parte más baja del cerro la ocupó el instituto y la más alta el Observatorio que pasó a formar parte del Instituto de Astronomía de la UNAM. El INAOE es uno de los más importantes en investigación astronómica, óptica, electrónica y en ciencias computacionales en México, y cuenta con programas de maestría y doctorado en cada una de las cuatro áreas. Es uno de los mejores y más importantes de México y el mundo.

## Galería

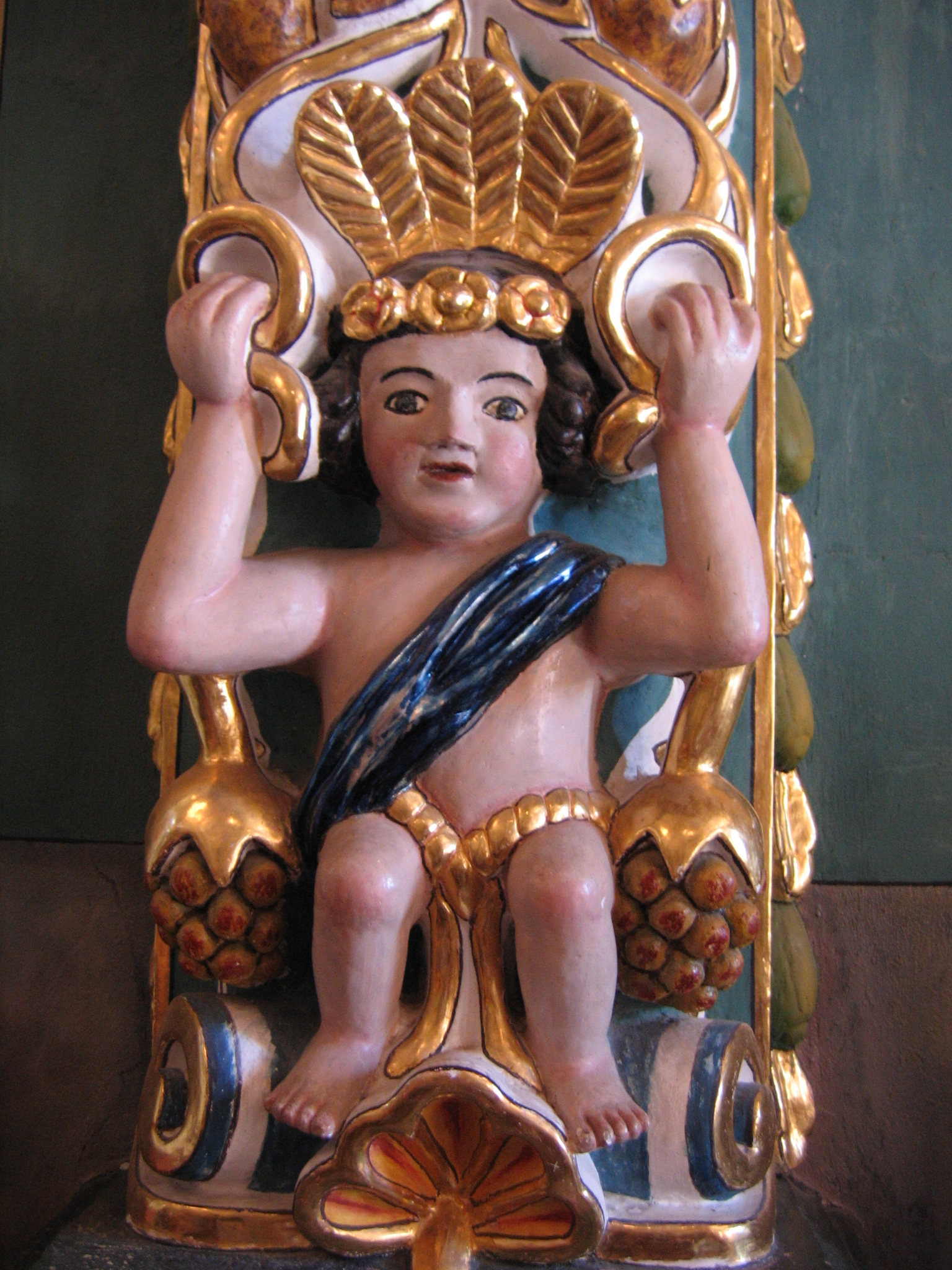
Detalle de la iglesia de Santa María Tonantzintla
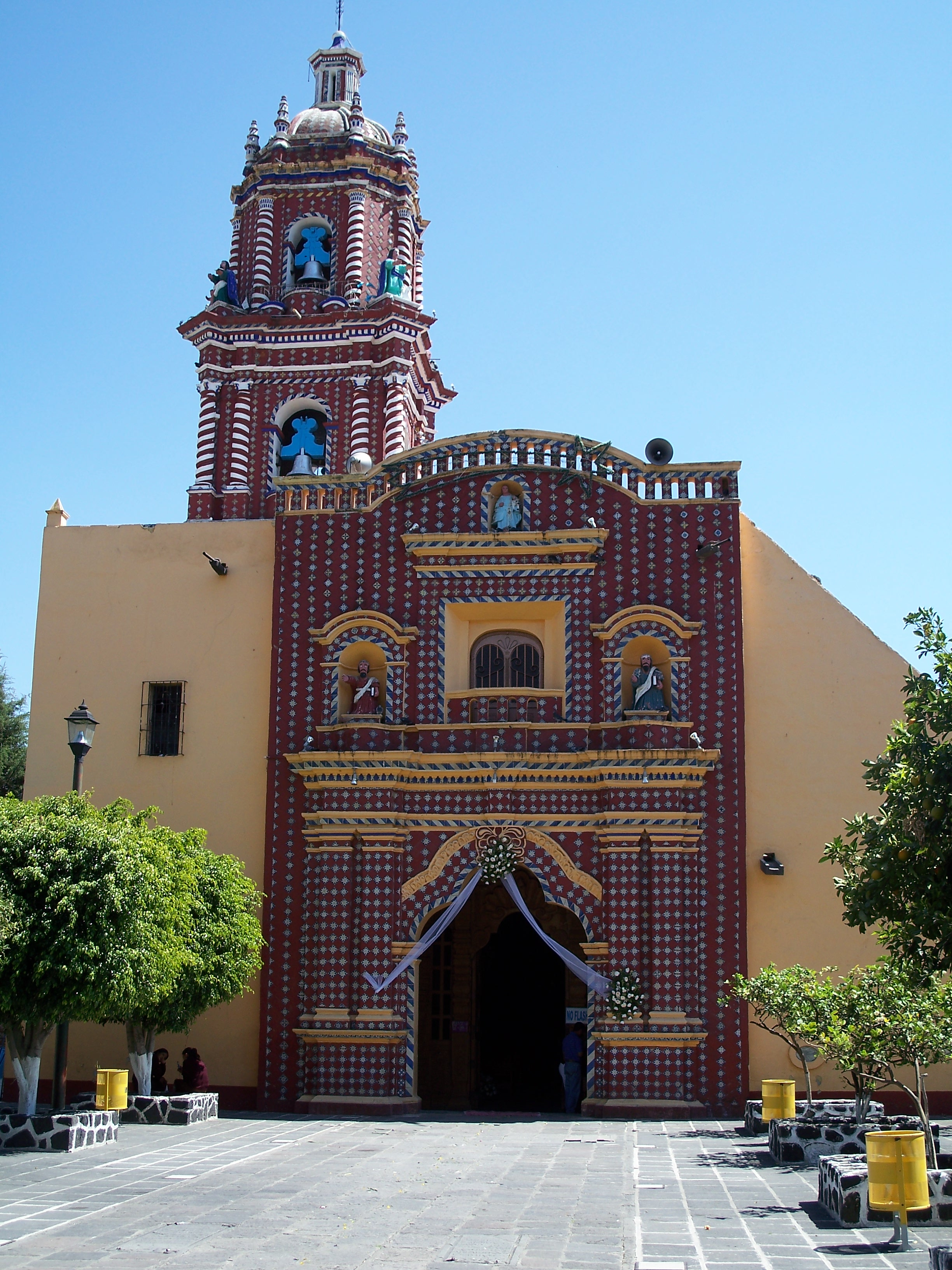
Fachada de la Iglesia de Santa María Tonantzintla
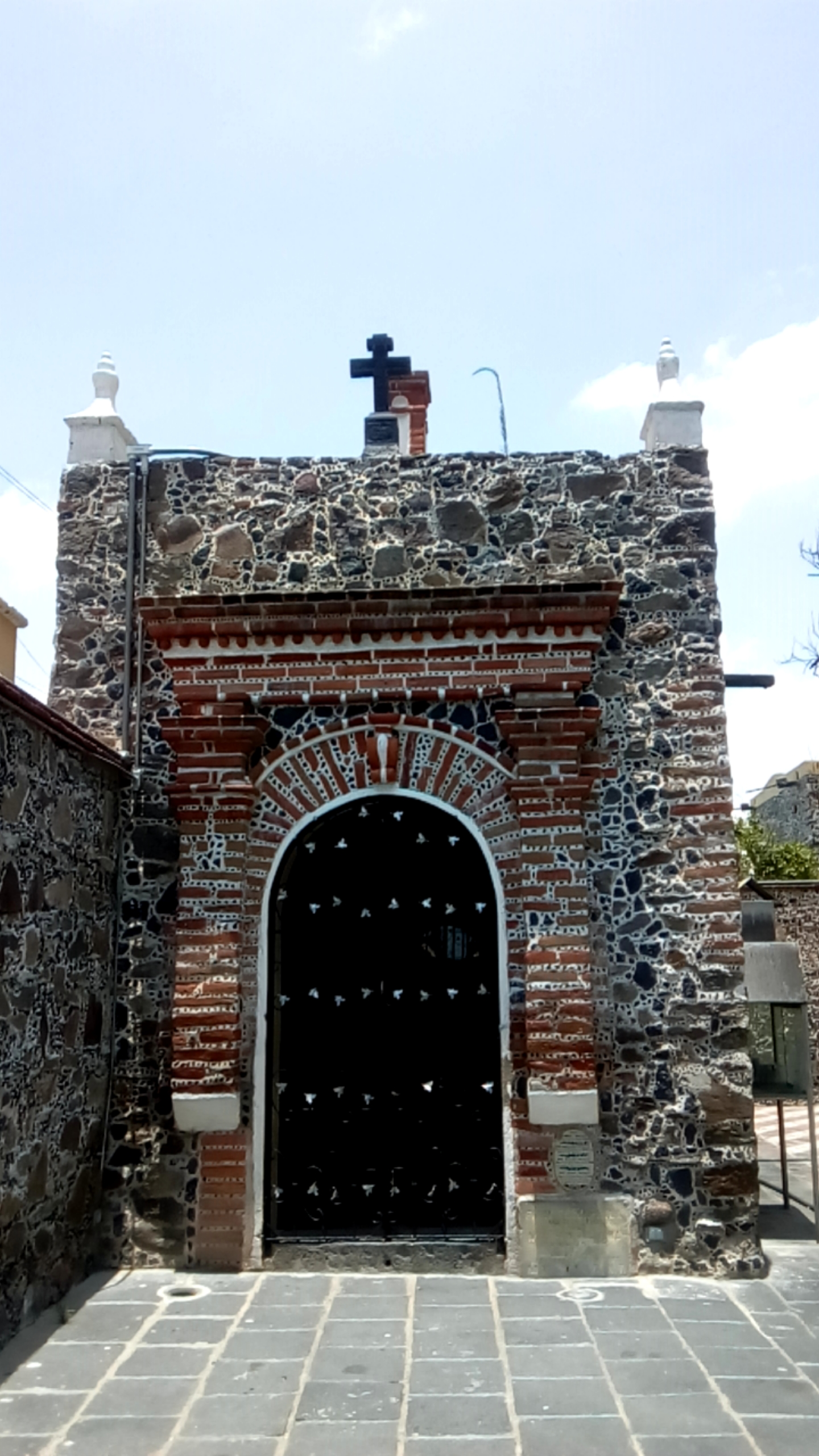
Una de las capillas en la iglesia de Santa María Tonantzintla
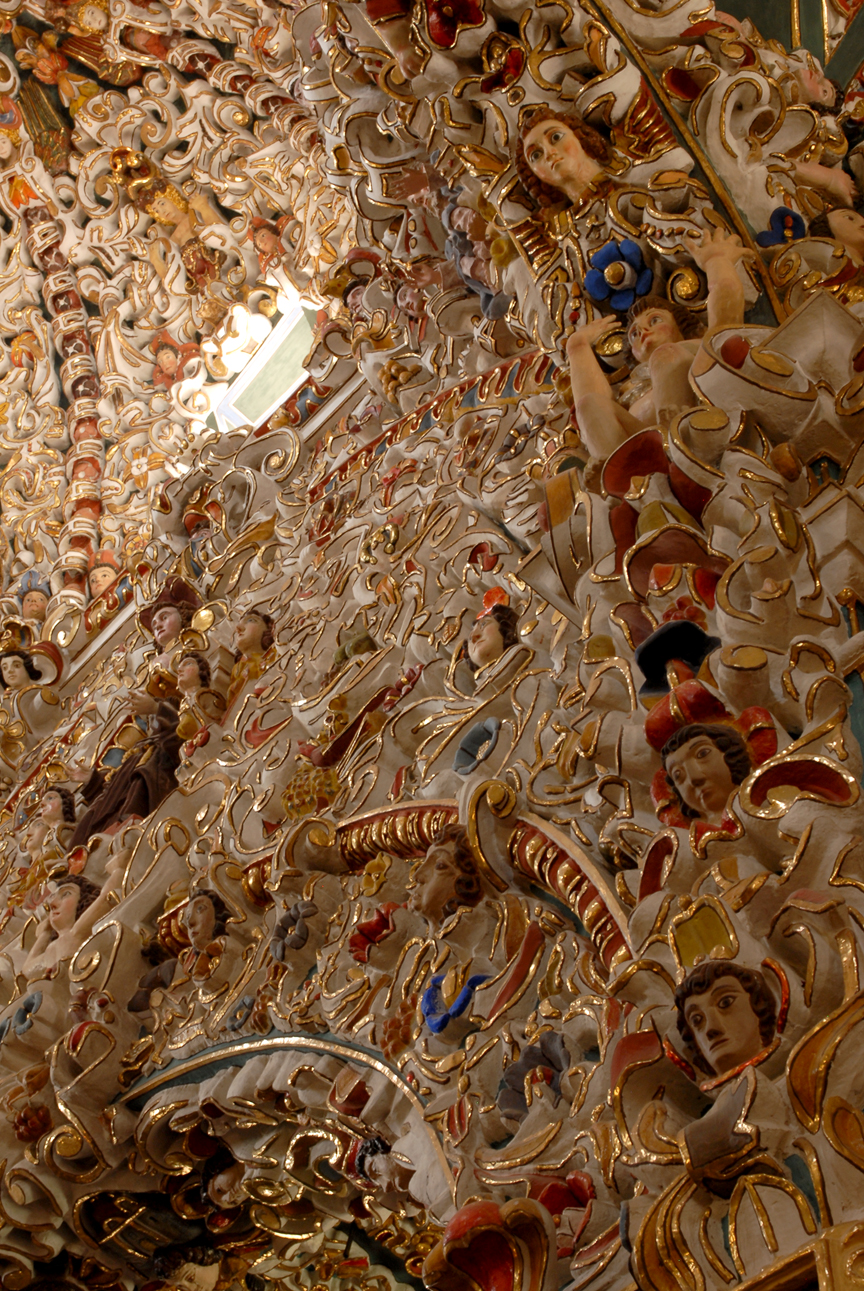
Ornamentación Barroca